# Port Talbot
Port Talbot (wal. Aberafan lub Aberavon) – przemysłowe miasto w południowej Walii (Wielka Brytania) w hrabstwie miejskim Neath Port Talbot. Liczba mieszkańców: 35 633.
Znajduje się tutaj największa huta stali w Wielkiej Brytanii, związana z indyjskim Tata Motors. Zakład zatrudniający ok. 4 tys. pracowników jest największym pracodawcą w mieście.
31 grudnia 1937 roku w Port Talbot urodził się Anthony Hopkins.
6 października 2000 roku w Port Talbot urodził się Leondre Devries.